# Altiapa goliathina
Altiapa goliathina is een vlinder uit de onderfamilie Satyrinae van de familie Nymphalidae.
De wetenschappelijke naam van de soort werd, als Platypthima goliathina, voor het eerst geldig gepubliceerd in 1924 door Karl Jordan.